# Мусома
Мусома (англ. Musoma, у пер. з суахілі — «Півострів») — місто в Танзанії.

## Загальні відомості
Мусома — адміністративний центр танзанійського північно-західного регіону Мара. Населення становить 121 125 осіб (на 2005 рік). Мешканці представляють різні африканські етноси — в першу чергу луо, курія і квая.

## Географія і історія
Місто розташоване на східному березі озера Вікторія, у місці впадання в нього річки Мара, недалеко від кордону з Кенією. Дельта Мари утворює тут півострів, що дав назву самому місту. Мусома лежить за 550 кілометрів на північний захід від столиці Танзанії Додоми.
Місто засноване в кінці XIX століття німецькою колоніальною владою. До наших днів у Мусомі збереглася будівля німецької адміністрації (нині там управління поліції).

## Економіка та околиці
Основою міської економіки є рибальство в озері Вікторія. У Мусомі побудовано кілька рибопереробних підприємств, що належать європейським та індійським власникам. Сільське господарство відіграє лише підсобну роль.
Аеропорт. Підтримується поромне сполучення по озеру Вікторія.
На південь від Мусоми розташований Національний парк Серенгеті. В околицях міста народився керівник танзанійського держави Джуліус Ньєрере, на честь якого відкритий музей.